# Dia Internacional do Fetiche
O Dia Internacional do Fetiche é um dia de suporte à comunidade BDSM. A data surgiu no Reino Unido como Dia Nacional do Fetiche, sendo comemorado em 21 de janeiro de 2008. A primeira comemoração internacional aconteceu em 16 de janeiro de 2009 (a terceira sexta-feira do ano). A data foi criada para aumentar a conscientização e o apoio da comunidade fetichista, opor a lei britânica que proíbe a posse de pornografia extrema e encorajar membros da comunidade a serem mais abertos sobre sua sexualidade.

## Dia Nacional do Fetiche
O primeiro Dia Nacional do Fetiche foi celebrado em 21 de janeiro de 2008, mas desde então a comemoração se tornou internacional.

### Pervertidos Vestem Roxo
Um dos principais aspectos da data é que membros da comunidade vestem uma peça de roupa roxa para mostrar seu engajamento, evento conhecido como "Pervertidos Vestem Roxo". O maior benefício do evento é indicar pessoas que são membros da comunidade mas ao mesmo tempo são "baunilha". A cor roxa é muito usada na comunidade BDSM. O website principal do evento diz que "[a]o juntar-se ao divertido 'Dia Nacional do Fetiche – Pervertidos Vestem Roxo', você como indivíduo se juntará a uma comunidade de pessoas vindas de todo o país que estão dizendo 'está tudo bem eu gostar do que eu gosto' sem que isso manche sua identidade ou integridade como 'baunilha'". Houve certa disputa sobre o slogan, pois muitas pessoas da comunidade BDSM se distanciam do rótulo de pervertido. Porém, outros membros da comunidade acham o termo útil para a reapropriação.

### MP Ronie Campbell
O parlamentar (MP em inglês) de Blyth Valley pelo Partido Trabalhista Ronie Campbell acidentalmente apoiou o Dia Nacional do Fetiche por ele ter confundido o significado da palavra "fetiche" e desconhecer do slogan "Perveritos Vestem Roxo". O MP concordou em vestir uma peça de roupa roxa e, quando perguntado se tinha algum fetiche, respondeu que tinha por cavalos. O Sunday Sun, um jornal local, entrevistou Campbell por seu suporte ao evento. Campbell respondeu que "Eu pensava que fetiche significava preocupação, como estar preocupado por apostar no cavalo certo".
Um dos reponsáveis pela organização do Dia Nacional do Fetiche, conhecido como "Pierced Knight" (Cavaleiro Perfurado, em inglês) afirmou que:
| “ | Eu recebi um e-mail Carol Delaney, secratária de Ronie Campbell, o MP do Partido Trabalhista de Blyth Valley. Ela confirmou que o sr. Campbell iria apoiar o dia nacional de conscientização em 21 de janeiro. Nesse dia, aqueles que apoiam a data vão usar uma peça de roupa roxa, como camiseta, gravata, saia ou uma faixa de cabelo, sob o slogan "Pervertidos Vestem Roxo". | ” |

Campbell escreveu uma carta ao Sunday Sun afirmando que a imprensa estava fazendo que ele parecesse com um idiota ao distorcer o significado de suas palavras. Ele afirmou que "nunca apoiaria qualquer coisa que se chamasse 'Pervertidos Vestem Roxo' e não imagino que qualquer outro MP fizesse o mesmo".

O Sunday Sun respondeu:
| “ | Para começo de conversa, se você não tivesse confundido a palavra 'fetiche' e não desse apoio ao Dia Nacional do Fetiche, nós não teríamos uma história. Nós não distorcemos nada e te contatamos quatro vezes para esclarecer alguns pontos. Na verdade, você ainda estava dando apoio ao Dia Nacional do Fetiche — dizendo que iria vestir uma gravata ou camisa roxa — até o momento de nossa última ligação, onde mostramos que o slogan do evento era 'Pervertidos Vestem Roxo'. Imagine a história que nós poderíamos ter escrito se não tivéssemos te avisado. Este jornal te respeita como um MP do Partido Trabalhista que possui uma voz independente. Mas isso não impede que escrevamos histórias quando você se joga nelas. | ” |

O primeiro Dia Internacional do Fetiche foi celebrado em 16 de janeiro de 2009. No Reino Unido, a data foi coberta por alguns veículos de mídia pelo banimento da pornografia extrema a partir de 26 de janeiro de 2009. Symon Hill escreveu o seguinte no jornal The Guardian:
| “ | Agora, pessoas com certos fetiches podem possivelmente se tornar vítimas das constantes agressões governamentais contra as liberdades civis. Em um ato que implora por aparecer nas manchetes, os ministros criaram uma lei contra a "pornografia extrema", que vai entrar em vigor no fim do mês. Ao invés de mirar nos elementos mais explorativos, abusivos e intimidadores da indústria pornográfica, a lei mira em imagens sadomasoquistas independente de seus contextos. A lei é tão ampla que um casal que tire uma foto de suas atividades sexuais consensuais (e legais perante a lei) podem acabar presos. | ” |